# Mobilitazione industriale italiana durante la prima guerra mondiale
La mobilitazione industriale italiana durante la prima guerra mondiale fu quell'insieme di provvedimenti, interventi, forme di organizzazione della produzione e coordinamento del sistema produttivo gestito dal sistema degli Uffici Centrali e Regionali di Mobilitazione Industriale (M.I.) mediante i quali la struttura industriale italiana fu messa in grado di sostenere la produzione intensiva di materiali bellici e civili durante gli anni 1915 – 1918.

## Il contesto

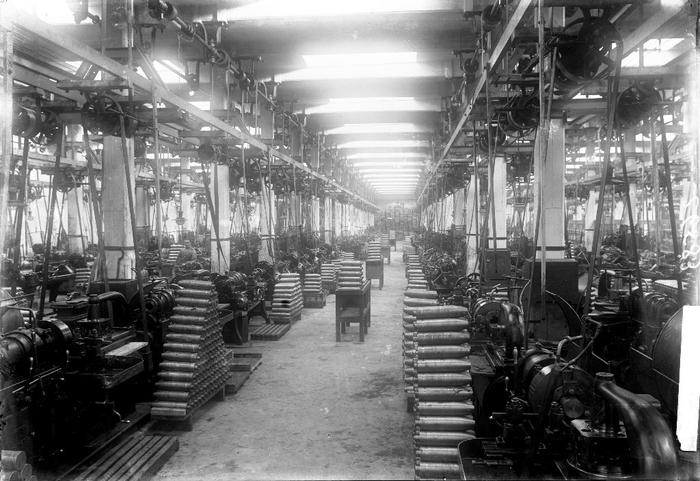
Veduta interna del Proiettificio del Cantiere Navale di Sestri Ponente.

Alla vigilia dello scoppio della prima guerra mondiale nel 1914, l’industria italiana non era pronta a sostenere uno sforzo bellico prolungato in un conflitto su scala globale senza interventi straordinari di riorganizzazione e di coordinamento della produzione. Durante il periodo della neutralità antecedente all’entrata in guerra dell’Italia, il conflitto aveva infatti dimostrato di richiedere una mobilitazione di armi e uomini prolungata nel tempo e di ampiezza mai prima conosciuta. Tutti i paesi coinvolti nel conflitto avevano sperimentato, in varia misura ed intensità, una progressiva estensione del controllo pubblico sull'economia, arrivando in Gran Bretagna fino alla gestione delle imprese private. Per far fronte all'obiettivo al governo si presentavano due alternative: statalizzare gli stabilimenti, o lasciare libertà all'iniziativa privata, limitandosi a disciplinare e a coordinare la produzione ai fini ed ai bisogni dello Stato. Si seguì questa seconda via nonostante che il modello della statalizzazione e della completa militarizzazione degli stabilimenti fosse stato preso in considerazione.
Ciò venne realizzato con una serie di interventi normativi ed organizzativi che conferivano al governo ampi poteri in materia di controllo della produzione al fine di assicurare il rifornimento di materiali ad Esercito e Marina.

## Il governo prepara la mobilitazione industriale

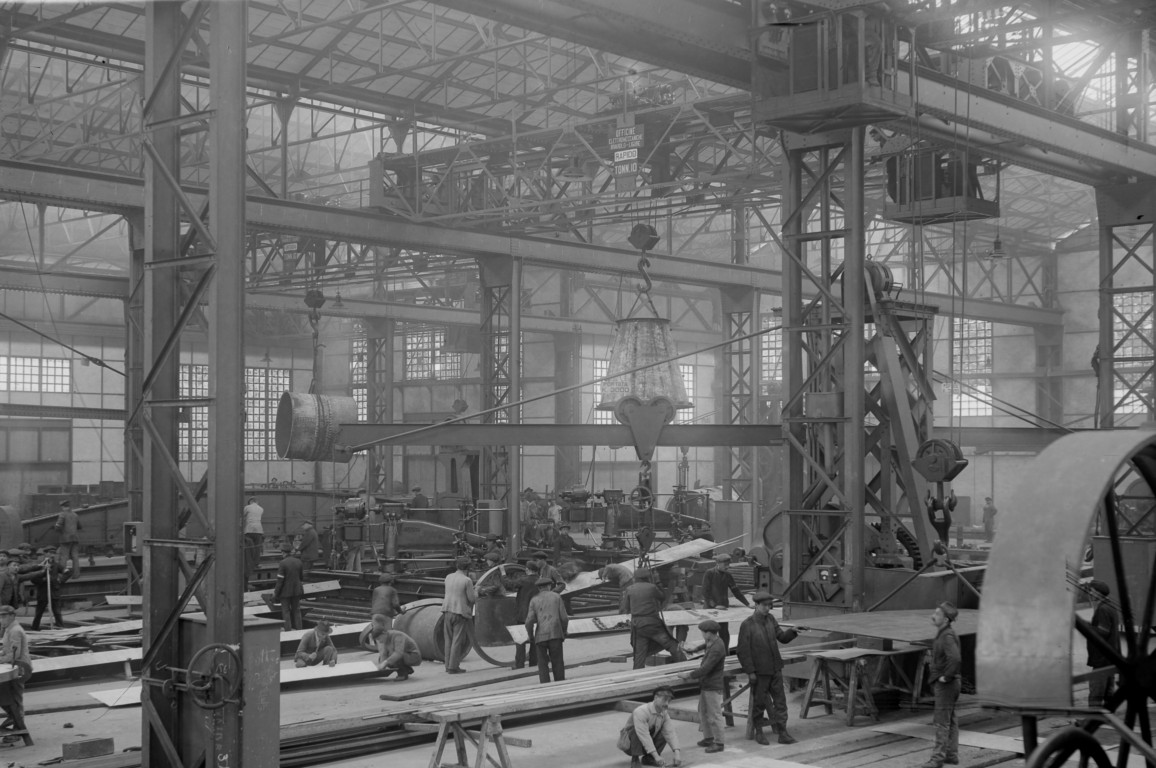
Operai al lavoro all'interno dei Cantieri navali Orlando, 1917

In previsione del possibile conflitto, già nel 1914 il governo era intervenuto con il decreto legge 770 del 4 agosto che liberava le amministrazioni statali, nei loro rapporti contrattuali con i privati, dalle norme della contabilità dello Stato e dal controllo della Corte dei Conti. Con il successivo Regio Decreto del 28 gennaio 1915, lo Stato fu autorizzato a espropriare, dietro indennizzo, i diritti di privativa industriale per orientarli, in caso di guerra, ai fini della difesa nazionale o per usi militari.
La svolta si ebbe con la Legge n. 271 del 2 maggio 1915 con la quale il governo assunse poteri straordinari in caso di guerra e dal R.D. n. 993 del 26 giugno, che prevedeva per il governo ampi poteri in materia di controllo della produzione al fine di assicurare rifornimento di materiali ad Esercito e Marina. Con il successivo D. lgt. 9 lug. 1915, n. 1065, furono istituiti il Comitato Supremo per i rifornimenti di armi e munizioni e il Sottosegretariato delle Armi e Munizioni, le cui funzioni furono ampliate con successivo d.lgt. 30 mar. 1916, n. 370. Esso fu affidato alla guida del generale Alfredo Dallolio.

## Gli strumenti della mobilitazione

### Il Comitato Centrale di Mobilitazione Industriale

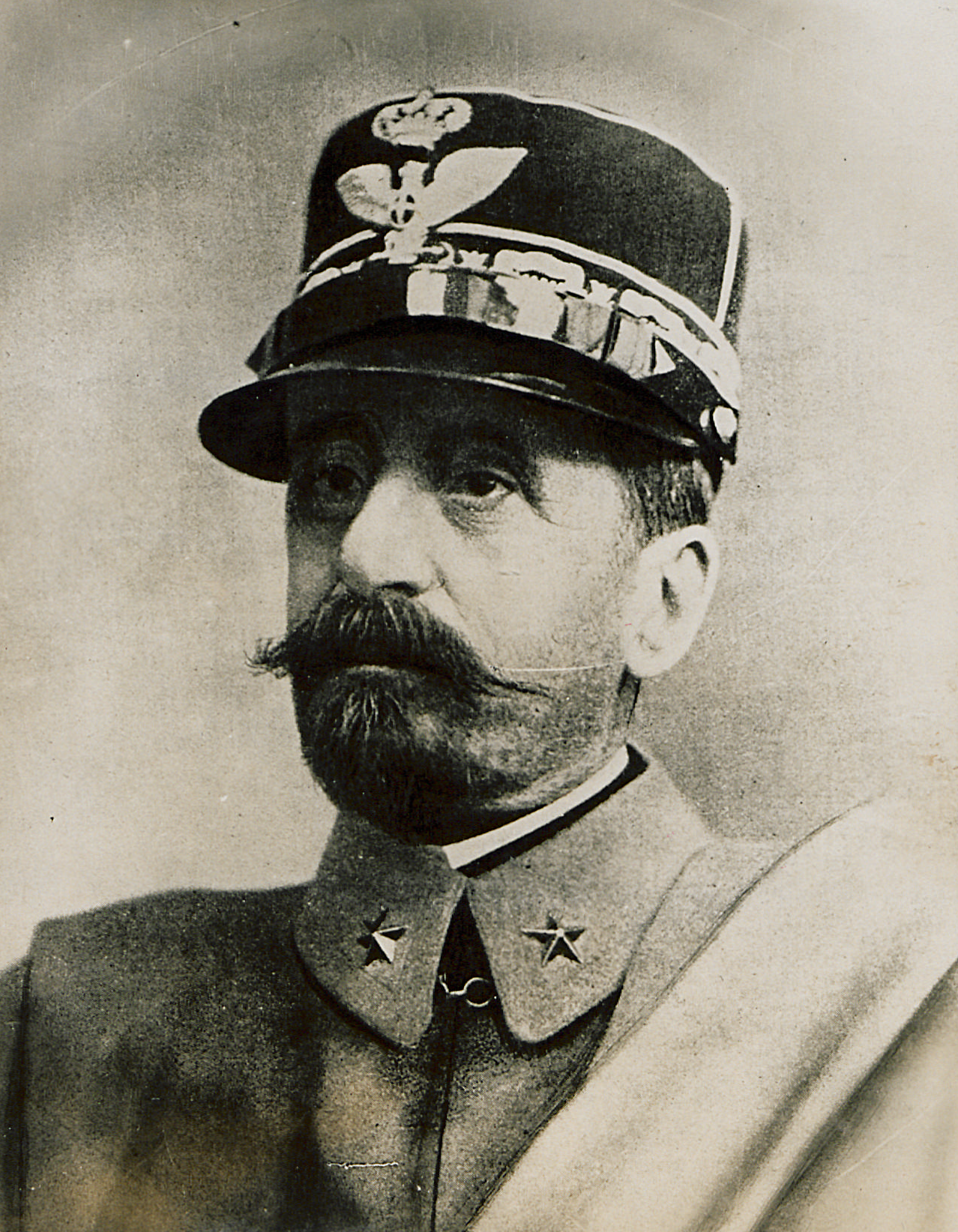
Il generale Alfredo Dallolio, Sottosegretario (in seguito Ministro) delle Armi e Munizioni e presidente del CCMI

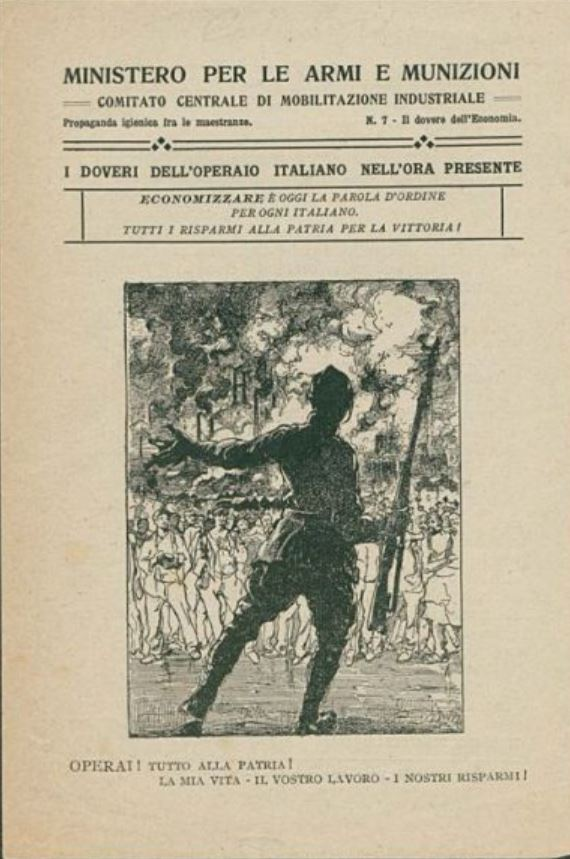
Manifesto propagandistico del Comitato Centrale di M.I. rivolto agli operai

Il decreto luogotenenziale 1277 del 22 agosto 1915 diede attuazione operativa al programma di mobilitazione con la creazione del Comitato Centrale di Mobilitazione Industriale presso il Ministero della guerra e di sette Comitati Regionali (poi aumentati a 11). Il Comitato Centrale di Mobilitazione Industriale (CCMI) era formato da nove membri, di cui cinque governativi e quattro nominati in qualità di esperti, estranei all’amministrazione dello Stato e scelti in base a criteri di competenza e specializzazione nei vari settori in cui operava la Mobilitazione. I cinque membri governativi erano il sottosegretario (poi il Ministro) per le Armi e Munizioni, in qualità di Presidente, un ufficiale Generale dell’Esercito, un Ufficiale Ammiraglio della Marina, un Consigliere di Stato e un funzionario del Ministero del Tesoro. Solo dal 1918 la composizione sarebbe stata integrata con un delegato del Commissario Generale per l’Aeronautica.
Compito del Comitato Centrale era quello studiare e proporre al Ministero i provvedimenti più utili al fine della produzione dell'industria mobilitata od ausiliaria.
Pur potendo ricorrere alla statalizzazione degli impianti produttivi strategici per lo sforzo bellico, il generale Dallolio, convinto della maggiore efficienza della gestione privata, preferì lasciare agli industriali privati la piena responsabilità della loro azione.  Negli stabilimenti ausiliari vennero preposti dei capi-gruppo, militari e borghesi, nonché degli ispettori militari con funzioni di consulenza e controllo, non per sostituirsi agli imprenditori o per dirigerne l'opera ma per ripartire tra di essi le ordinazioni a seconda della potenzialità individuate e delle capacità produttive.

### I Comitati regionali di Mobilitazione Industriale

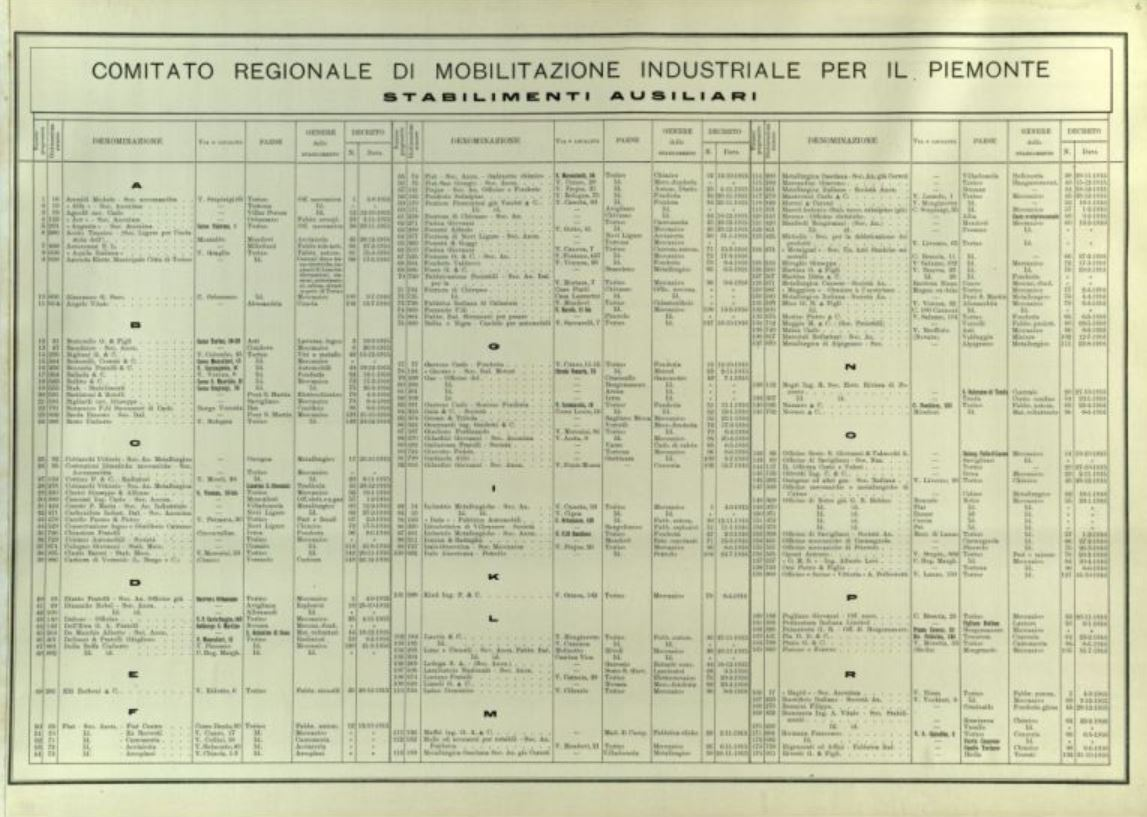
Manifesto del Comitato regionale di M.I. per il Piemonte: elenco degli stabilimenti ausiliari

I compiti dei Comitati Regionali erano di applicare le direttive emanate dai poteri centrali, adattandole alle condizioni locali.
Per far fronte agli scopi, essi furono dotati di ampi poteri ispettivi, di controllo, di ordinanza nei riguardi degli stabilimenti industriali ed anche di risoluzione delle controversie che avessero potuto sorgere.
I compiti affidati ai comitati regionali erano principalmente di informazione e di consulenza (rispetto ai ministri competenti); esecutivi e deliberativi (rispetto agli stabilimenti dichiarati ausiliari) e, infine, ispettivi.
Le funzioni informative consistevano nella trasmissione periodica, all’amministrazione statale, di dati e notizie riguardanti i risultati della produzione e i bisogni degli stabilimenti.
Le funzioni consultive erano potevano riguardare assegnazioni di personale, dichiarazioni di ausiliarità di nuovi stabilimenti, rifornimenti di materie prime, prezzi da praticare agli industriali, trattamento del personale.
Le funzioni deliberative ed esecutive riguardavano l’eliminazione di ogni tipo di controversie (disciplinari e in materia economica) tra industriali e maestranze. I Comitati regionali erano posti alle dipendenze di un ufficiale superiore dell’Esercito o della Marina e composti da 4 a 6 membri civili di particolare competenza in materia, da 2 a 5 membri scelti in rappresentanza degli industriali e sempre da 2 a 5 membri scelti in rappresentanza delle maestranze operaie.

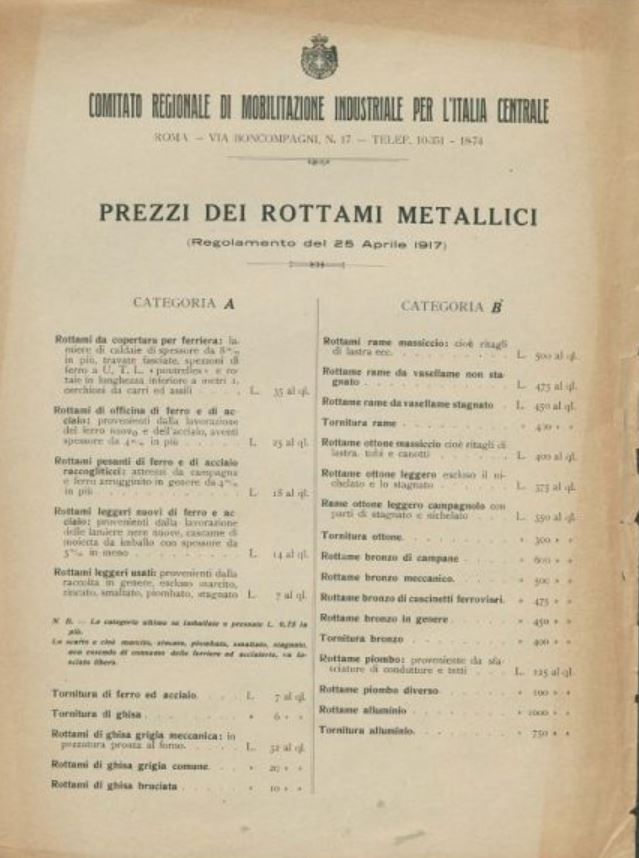
Prezzi dei rottami metallici: Regolamento del 25 aprile 1917. Comitato Regionale di M.I. per l'Italia centrale

I sette comitati erano così ripartiti geograficamente: uno in Piemonte, uno in Lombardia, uno in Liguria, uno per Veneto ed Emilia, uno per l’Italia centrale (Toscana, Lazio, Umbria, Abruzzo, Marche, Sardegna), uno per l’Italia meridionale (Campania, Basilicata, Molise, Lucania, Calabria, Puglia), infine uno per la Sicilia.

### Le imprese ausiliarie

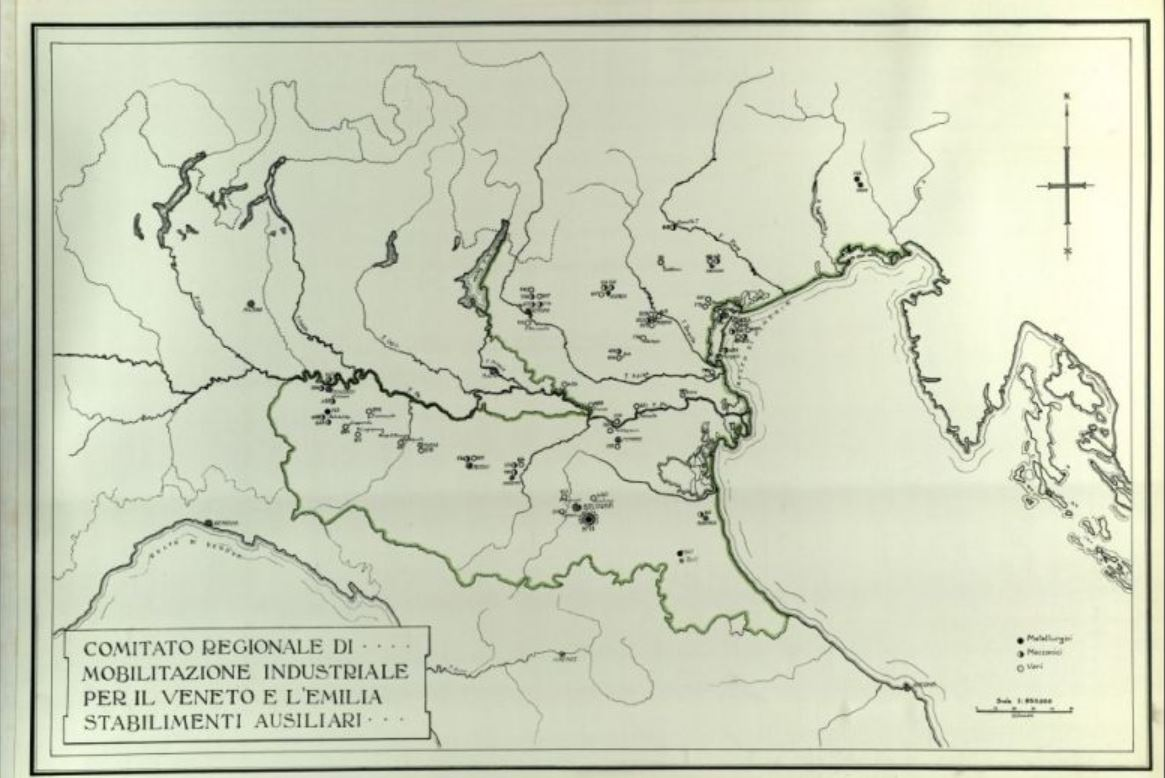
Carta topografica del Veneto e dell'Emilia con indicazione degli stabilimenti industriali

Gli stabilimenti controllati dai Comitati di Mobilitazione Industriale furono dichiarali ausiliari e tutto il personale degli stabilimenti fu sottoposto alla giurisdizione militare. Venne abolito il diritto di sciopero, venne represso l'assenteismo e venne stabilità una procedura di arbitrato obbligatorio in caso di vertenze tra lavoratori ed imprese con possibilità di appello presso il Comitato Centrale. Gli ordinativi di produzione e i relativi prezzi venivano decisi dai Comitati Regionali. La mobilitazione industriale non fu immediatamente compresa dal mondo economico. Molti imprenditori sospettarono che il provvedimento fosse diretto ad assicurare allo Stato il controllo del sistema economico. Quanto agli operai, il timore era che la disciplina militare cui erano sottoposti fosse stata concepita per bloccare lo sviluppo delle loro organizzazioni sindacali.
L'iniziale diffidenza degli industriali verso la mobilitazione industriale venne superata dalla constatazione degli scarsi rischi d'impresa legati alle commesse statali, dei vantaggi di poter contare sulla assegnazione preferenziale di materie prime e combustibile e di avere facilitazioni nei trasporti, oltre alla già ricordata militarizzazione della manodopera..Oltre all'industria siderurgica, meccanica e chimica, ben presto anche imprese di apparati elettrici, telefonici, lanifici, calzaturifici, fabbriche tessili e di cuoiame chiesero ed ottennero la dichiarazione di ausiliarietà quando presentata dall'ente militare o civile interessato alla loro produzione. Anche alcune amministrazioni pubbliche, preoccupate dalla scarsità di manodopera e convinte di poter più facilmente ottenere l'esonero di operai dal servizio militare, chiesero ed ottennero la dichiarazione di ausiliarietà per miniere di zolfo e di lignite, per gasometri ed altre industrie ritenute importanti per l'economia pubblica. Il numero delle imprese ausiliarie crebbe di nuovo quando vennero inserite nell'elenco anche l'industria della conservazione della carne congelata, alcuni zuccherifici, raffinerie di zolfo, fornaci di gesso e cementifici
Anche i lavoratori delle imprese ausiliarie accettarono la disciplina militarizzata in cambio di alcuni vantaggi di potevano godere:  l’esonero dal servizio militare, una sostanziale garanzia del posto di lavoro e un discreto trattamento economico accompagnato un miglioramento delle condizioni igienico-sanitarie.  Complessivamente 1976 stabilimenti vennero dichiarati ausiliari: 367 a Torino, 538 a Milano, 199 a Genova, 69 a Venezia, 103 a Bologna, 167 a Firenze, 141 a Roma, 128 a Napoli, 32 a Bari, 185 a Palermo, 32 a Cagliari. Di questi 1976 stabilimenti, 762 lavoravano ed impiegavano metalli, 292 erano relativi all'industria estrattiva, 228 lavoravano prodotti dell'agricoltura o della pesca, 75 lavoravamo fibre tessili, 35 operavano nel settore della chimica e 135 in quello dei servizi generali. Numerose domande di ausiliarietà vennero respinte (230 nel solo distretto di Torino) ed altre vennero revocate quando la penuria di manodopera si fece più acuta.

## La mobilitazione e le relazioni industriali

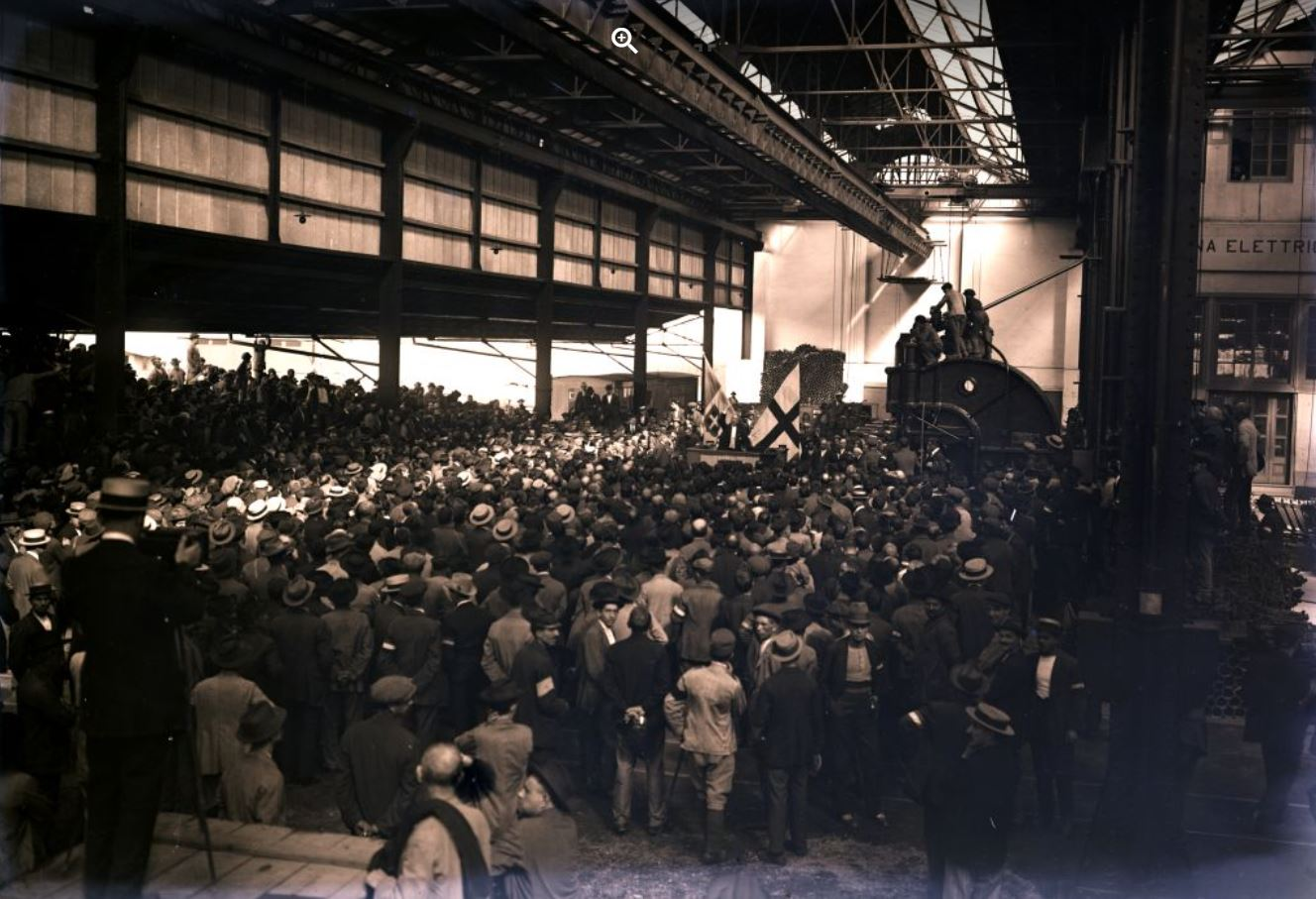
Assemblea nello stabilimento Ansaldo di Genova, 1915

Anche nelle imprese ausiliarie gli aspetti contrattuali del rapporto di lavoro vennero lasciati alla libera determinazione delle parti: se da un lato infatti il regolamento di Mobilitazione Industriale aveva abolito il diritto di sciopero, dall'altro aveva istituito una procedura formale di arbitrato obbligatorio, che presumeva l'implicito riconoscimento delle rappresentanze sindacali. La determinazione del livello salariale e dell'orario di lavoro divenne oggetto di trattativa, mentre venne escluso ogni coinvolgimento dei sindacati negli aspetto disciplinari o sui ritmi e l'organizzazione del lavoro.
Nonostante l'arbitrato obbligatorio rappresentasse un mezzo per imbrigliare l'iniziativa sindacale, alcuni industriali del settore siderurgico, in special modo in Liguria e Toscana, ebbero un rapporto conflittuale con la M.I. e la considerarono un passo indietro poiché essi erano riusciti ad estromettere il sindacato metallurgico da ogni trattativa, non riconoscendogli alcun diritto di rappresentanza, Tale avversione non fu però condivisa dagli ambienti industriali piemontesi e lombardi e rimase minoritaria negli ambienti confindustriali. Questa diversità di atteggiamenti finì però per influenzare i risultati della M.I. in termini di mediazione dei conflitti. I risultati migliori vennero ottenuti in quelle realtà aziendali dove il padronato non solo non era pregiudizialmente contrario alla contrattazione del salario orario con il sindacato, ma aveva spesso già avviato per proprio conto una simile politica, come a Torino. In altri casi la mediazione dei Comitati regionali di M.I. venne più o meno forzata dagli industriali in senso restrittivo della dinamica salariale come a Milano, Genova e Napoli. In qualche caso, come a Firenze, vi fu una forte opposizione degli imprenditori di riconoscere la mediazione statale in quanto legittimava la rappresentanza ufficiale degli operai, e quindi la natura delle loro rivendicazioni salariali.

## I risultati produttivi
Analizzando i vari settori industriali si può notare che la produzione dell’acciaio passò dalle 911.000 tonnellate nel 1914 alle 1.331 nel 1917 mentre nello stesso periodo la produzione di ghisa passò dalle 385.000 alle 471.000 tonnellate. La produzione di energia idroelettrica passò da 2.325 milioni di kWh nel 1914 a 4100 nel 1918. I forni elettrici per l'acciaio arrivarono ad essere 187 nell'ultimo anno del conflitto, cosa che poneva l’Italia al primo posto in Europa.
I cantieri navali raddoppiarono la loro capacità produttiva mentre la produzione di aerei militari passò dalle 382 unità del 1915 a 6523 del 1918.
Anche le industrie meccaniche, ottiche, elettromeccanica e telecomunicazioni trassero importanti vantaggi dalle esigenze militari. Alla fine del conflitto, con i 1976 stabilimenti dichiarati ausiliari, l'industria italiana poté completare il decollo produttivo di inizio Novecento.
Grandi aziende come Fiat e Ansaldo decuplicarono il numero di impiegati e aumentarono esponenzialmente la produzione. In particolare il settore automobilistico, nel suo complesso, aumentò il fatturato da 32 milioni di lire nel 1913 a 160 milioni di lire nel 1918. Inoltre sorse un nuovo ramo produttivo pressoché assente prima della guerra, rappresentato dall’industria aeronautica.